# Aminoreks
Aminoreks (Menocil, Apihel, aminoksafen, aminoksafen, McN-742) je anoreksni stimulans iz 2-amino-5-aril oksazolinske klase koji je razvijen 1962. On je blisko srodan sa 4-metilaminoreksom. Pokazano je da aminoreks deluje lokomotorni stimulans, koji je po jačini između dekstroamfetamina i metamfetamina. Smatra se da je dejstvo aminoreksa posledica oslobađanja kateholamina. Lek je povučen sa tržišta nakon što je utvrđeno da proizvodi plućnu hipertenziju.